# Kilic Ali Pasha
Uluj Ali Reis (được phong tước Kilic Ali Pasha; tên khai sinh là Giovanni Dionigi Galeni; 1519 - 21 tháng 6 năm 1587) là một hải tặc theo đạo Hồi, người gốc Ý, trở thành đô đốc (Reis) của Đế quốc Ottoman và sau đó là trưởng đô đốc (Kaptan-ı Derya) của Hải quân Ottoman vào thế kỷ 16.
Ông được biết đến với nhiều tên gọi khác ở các nước Thiên chúa giáo vùng Địa Trung Hải, và trong văn học. Ở Ý, ông thường được gọi là Occhiali, và Miguel de Cervantes đã gọi ông là Uchali trong tác phẩm Đôn Kihôtê, tập XXXIX. Ngoài ra, ông còn được gọi một cách đơn giản là Ali Pasha. Trong sách The Barbary Coast, John Wolf ghi tên ông là Euldj Ali.